# Tout l'univers
Tout l'Univers is een nummer van de Zwitserse zanger Gjon's Tears. Het nummer was de Zwitserse vertegenwoordiging op het Eurovisiesongfestival 2021 in Rotterdam, Nederland, nadat het intern geselecteerd was door de Zwitserse openbare omroep (SRG SSR).

## Achtergrond
Tout l'Univers werd op 10 maart 2021 beschikbaar gesteld voor digitale download en streaming door Jo & Co en Sony Music. De bijbehorende muziekvideo ging in première op het officiële YouTube-kanaal van het Eurovisiesongfestival, gelijktijdig met de digitale release op 10 maart 2021 om 16.00 uur (CET). Nadat het nummer uitgebracht werd steeg het land meteen naar de eerste plaats in de lijst van landen die het meest kans maakten om het festival te winnen. Dat lukte niet, Zwitserland werd derde. Wel wonnen ze de jury voting met ruim 267 punten.